# 't Kindje slaapt
 't Kindje slaapt is een schilderij van de Nederlandse kunstschilder Albert Roelofs, geschilderd in 1917, olieverf op doek, 60,2 x 50 centimeter groot. Het toont een interieur met een jonge moeder bij de wieg van haar kindje, geschilderd in een impressionistische stijl. Het werk bevindt zich thans in een particuliere collectie.

## Context
Albert Roelofs was de zoon van de bekende Haagse Schoolkunstenaar Willem Roelofs. Bijna als vanzelfsprekend koos ook hij voor hetzelfde beroep: "Reeds als kind wist ik niet beter te doen dan met verf te spelen en kon mij weinig anders voorstellen dan dat ik schilder zou worden." Om zich te onderscheiden van zijn vader en schilderde hij echter nauwelijks landschappen, hoewel hij daarvoor zeker aanleg had. Hij richtte zich voornamelijk op figuurstukken en portretten, in een door het impressionisme geïnspireerde stijl. Experimenten met kleuren namen een belangrijke rol in binnen zijn oeuvre. Vaak koos hij voor huiselijke taferelen, waarbij zijn vrouw en muze Tsjieke Bleckmann, en later ook zijn eigen kinderen, meestal als model dienden, deels ook om extra kosten te besparen.

## Afbeelding
't Kindje slaapt toont een weelderig interieur met een elegante jonge moeder, zittend naast een wieg. Voorzichtig licht ze het kanten gordijntje op om een liefdevolle blik te werpen op haar kindje. Op het lage tafeltje links schildert Roelofs met groot vakmanschap een stilleven van een hengselmatje met strikken en linten en wat babykleren. Het tere zalmroze ochtendkleed van de moeder, het kant van de wieg en de luxe zijden doek over de stoelleuning, baden in een afgewogen weergegeven parelmoeren licht. Het geheel straalt warmte en tederheid uit, behorend bij huiselijk geluk.

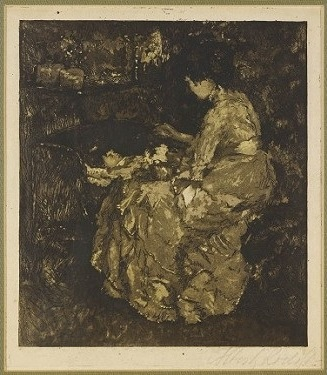
Moeder, een kind in de wieg pap voerend, ets, 1916

Meestal werkte Roelofs in dit soort taferelen met zijn vrouw Tsjieke als model. In 1916, een jaar voordat 't Kindje slaap schilderde maakte hij dan ook al een ets van haar in een sterk gelijkende pose bij een wieg. Klaarblijkelijk was hij toen zo ingenomen met het resultaat dat hij een jaar later met een ingehuurd model, de roodharige Mientje van der Wacht, een vergelijkbare compositie maakte in olieverf. Het schilderij kreeg veel lof tijdens de voorjaarstentoonstelling van de Haagse Pulchri Studio in 1917. Geprezen werden vooral de zuidelijke, aan de Franse impressionisten ontleende kleuren, en de elegantie. De Nieuwe Rotterdamsche Courant schreef: "Verrukkelijk van kleurkracht is al het wit van de wieg; het is blauw, lila, rose, heeft alle tere tinten die in het vele wit geopenbaard kunnen worden. Hoe fragiel daarnaast de moeder met het goudrode kopje dat steunt tegen dit wit en contrasteert met de glimmend roze zijde van een strik aan de wiegspits".
Het late werk van Roelofs geldt algemeen als zijn beste, werd onder andere geprezen door Jan Toorop, en wordt gerekend tot de top het Hollands impressionisme. Zijn plotselinge overlijden in 1920 verhinderde dat zijn carrière een verdere vlucht nam.